# 阿字浦站
阿字浦站（日语：／ Ajigaura eki */?）是位於茨城縣常陸那珂市阿字浦町204番4號，常陸那珂海濱鐵道的湊線車站（終點站）。
此站位於常陸那珂市（原那珂湊市）東部。鄰近阿字浦海灘、國營常陸海濱公園、酒列磯前神社。
目前有計劃把路線延伸至國營常陸海濱公園。

## 歷史
- 1928年（昭和3年）7月7日 - 湊鐵道磯崎站至此站之間開通，本站開業。
- 1944年（昭和19年）8月1日 - 公司合併後，成為茨城交通車站。
- 2008年（平成20年）4月1日 - 由常陸那珂海濱鐵道接管鐵路線。

## 車站構造
此站是地面車站，設有1面2線的島式月台，但是實際上只使用1邊月台。另外此站設有留置線，但是留置線與本線的轉轍器已經撤走，因此不能使用。列車會從此站返回那珂湊站停泊。曾經此站設有機迴線，但是靠近勝田站一方的轉轍器已經撤走，現時不使用。
從前此站設有車站職員，現時成為無人車站。在國營常陸海濱公園繁忙時期，此站設有接駁巴士前往公園，並設有職員引導乘客前往。
曾經在站內的側線中停泊了已退役車輛（KiHa201、KiHa221），當時在夏天海灘季節時，成為了臨時更衣室，但隨著車身老化在2009年3月被撤走。隨後，在車站大樓側的路軌上放置了另一批的已退役車輛KiHa222、KiHa2005。在活動期時可進入車內。
在2010年10月，本站進行翻新工程，包括提高月台高度（但僅提高一般經常使用三輛車編組範圍的月台），新建坡道以方便無障礙使用。工程在同年12月完成並開始使用。現時的月台可容納7輛車編組的列車，但是實際上並無這麼長的列車使用。曾經設有前往上野站的臨時急行「阿字浦號」使用該月台。
車站大樓內設有自動售票機(輕觸式)，可購買湊線單程票、湊線來回票、湊線回數票、湊線自由乘車票和JR東日本的聯絡票。另外，如前所述，當設有車站職員當值時會設有臨時售票服務，該處售出的車票是硬式車票。

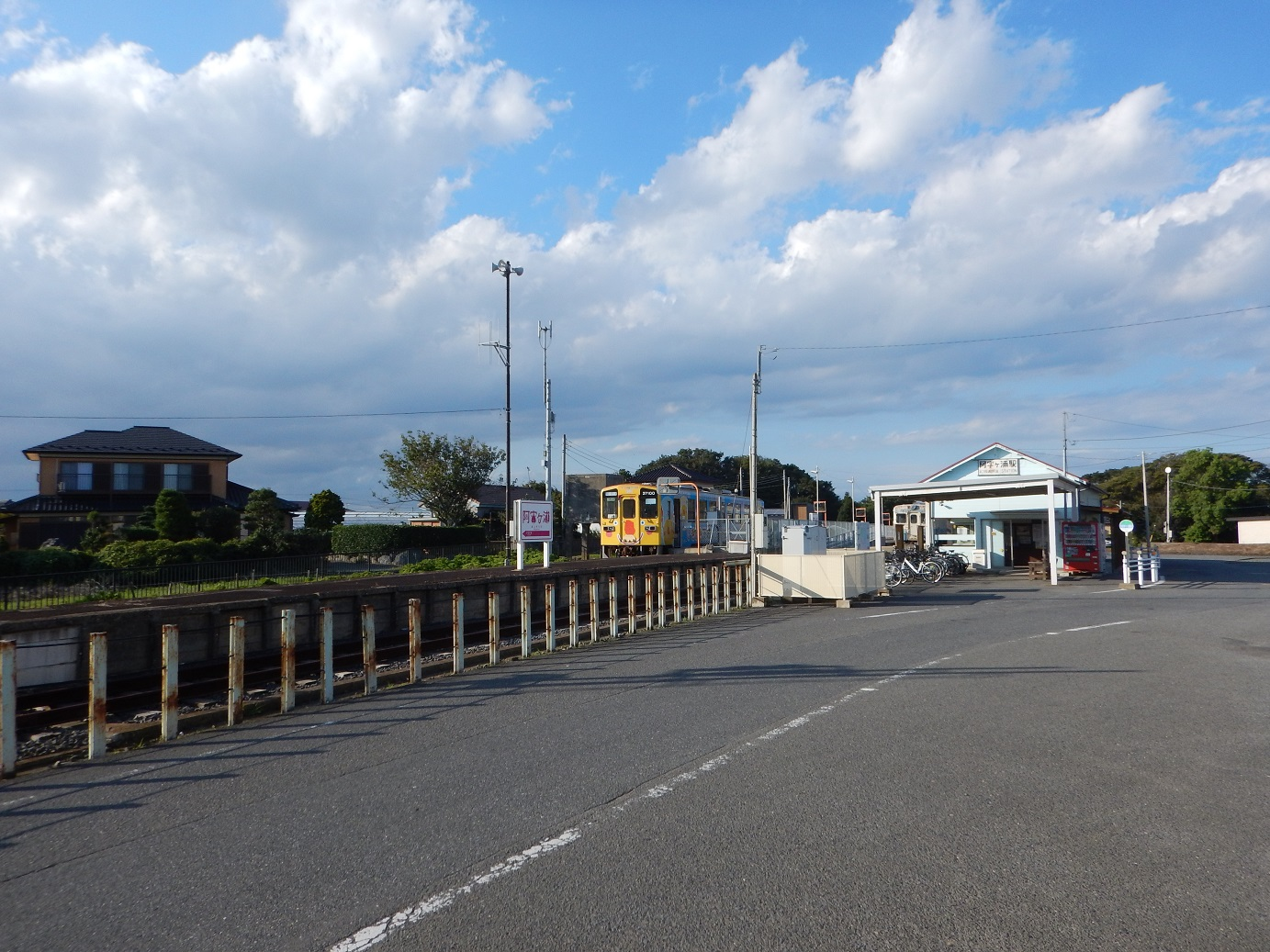
站內全景（2019年9月）
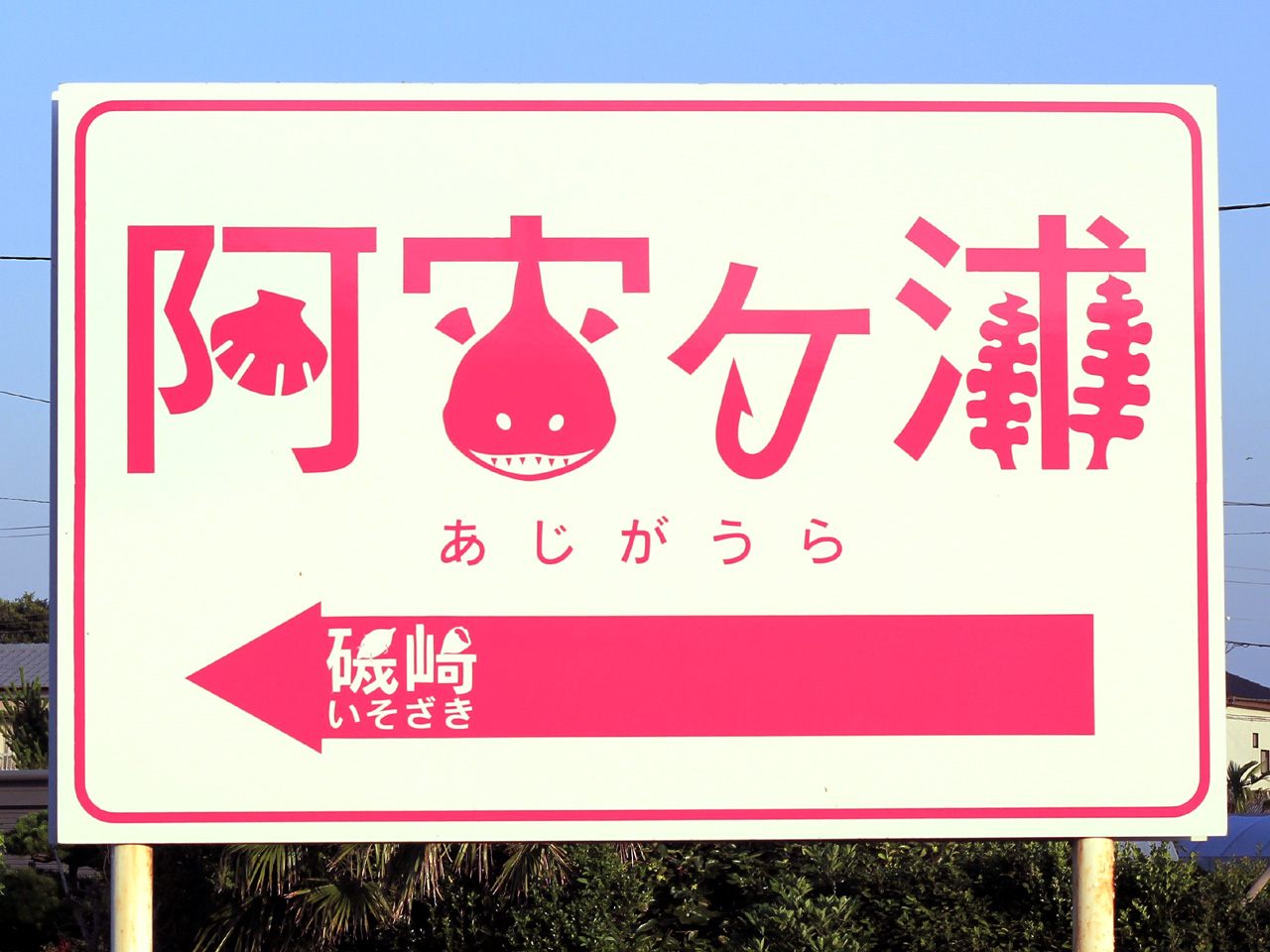
站名牌
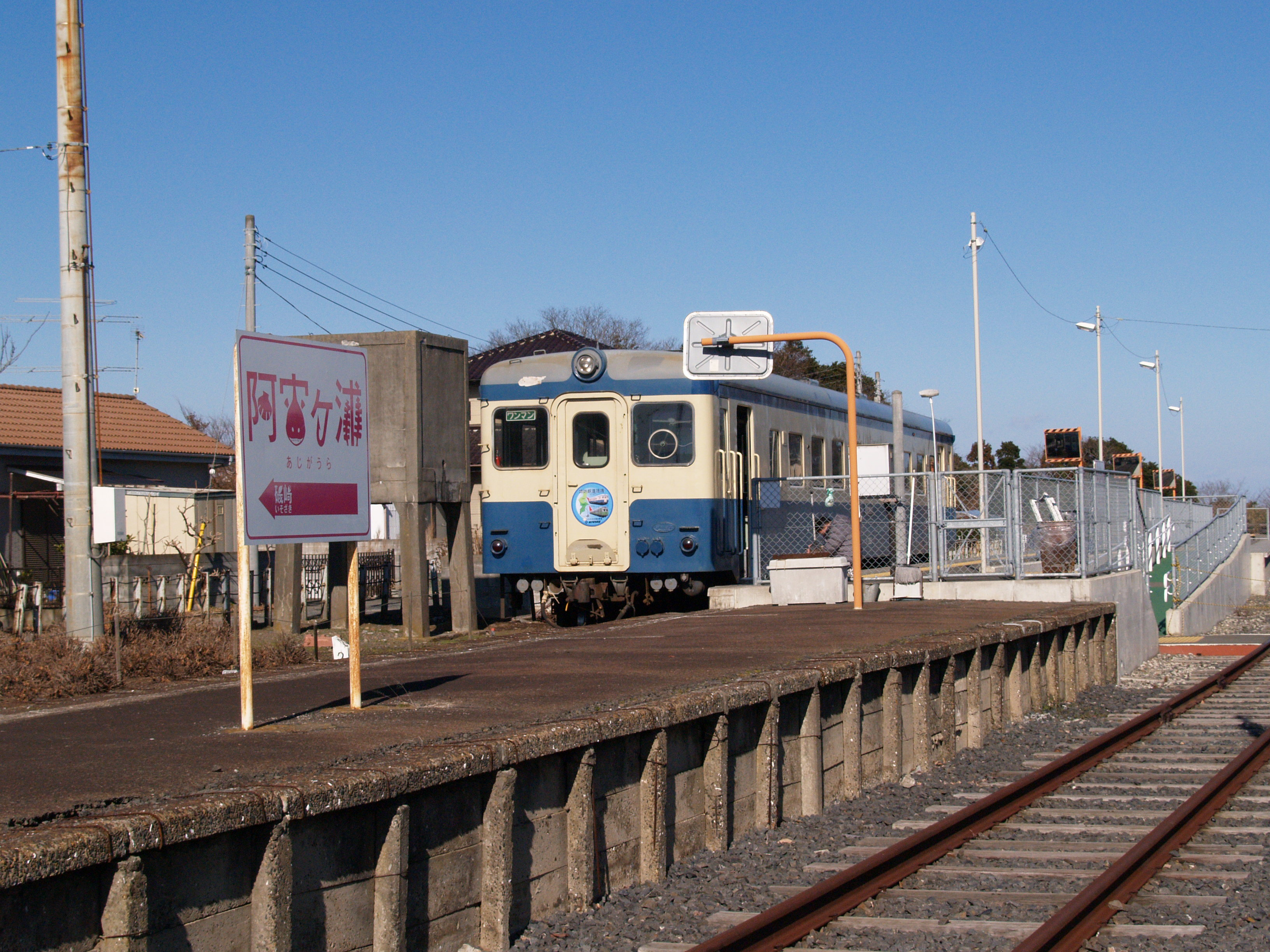
月台（2014年1月）
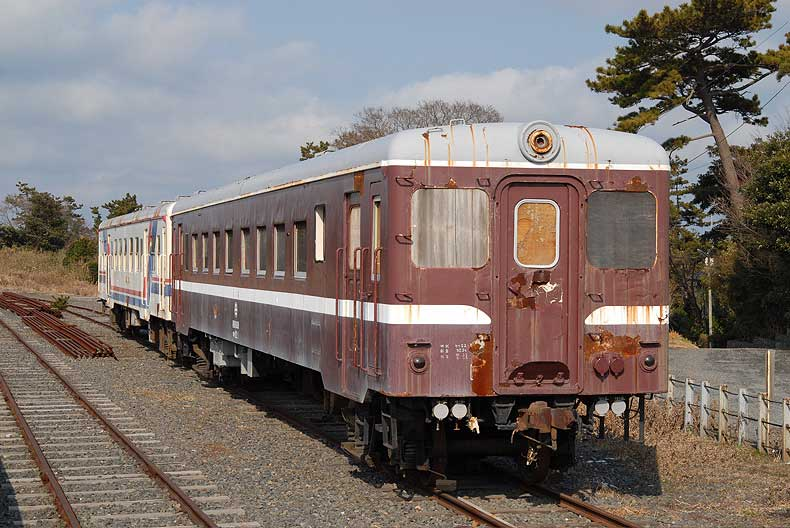
站內的已退役車輛 KiHa221等（已撒走）
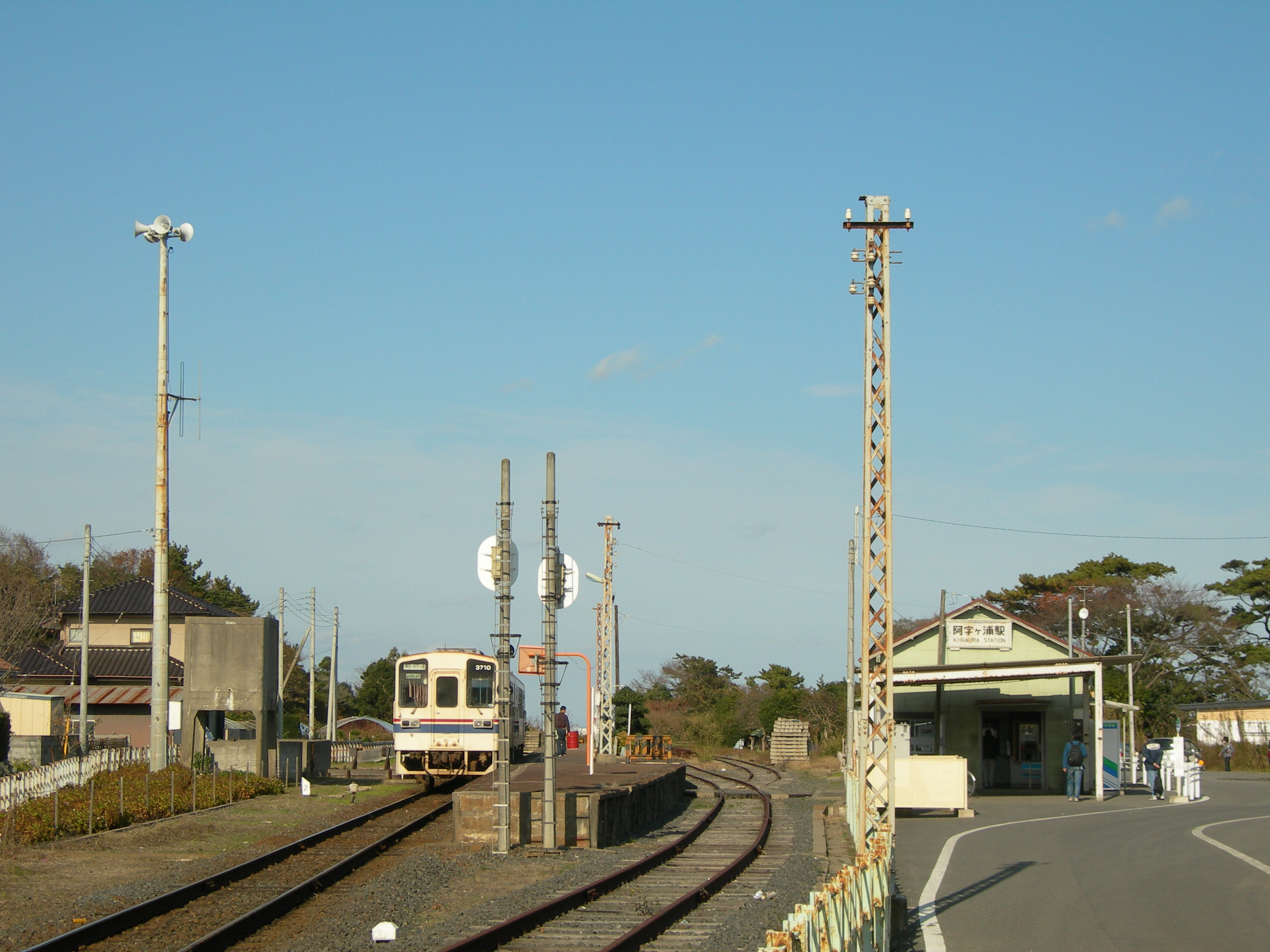
站內（翻新前）
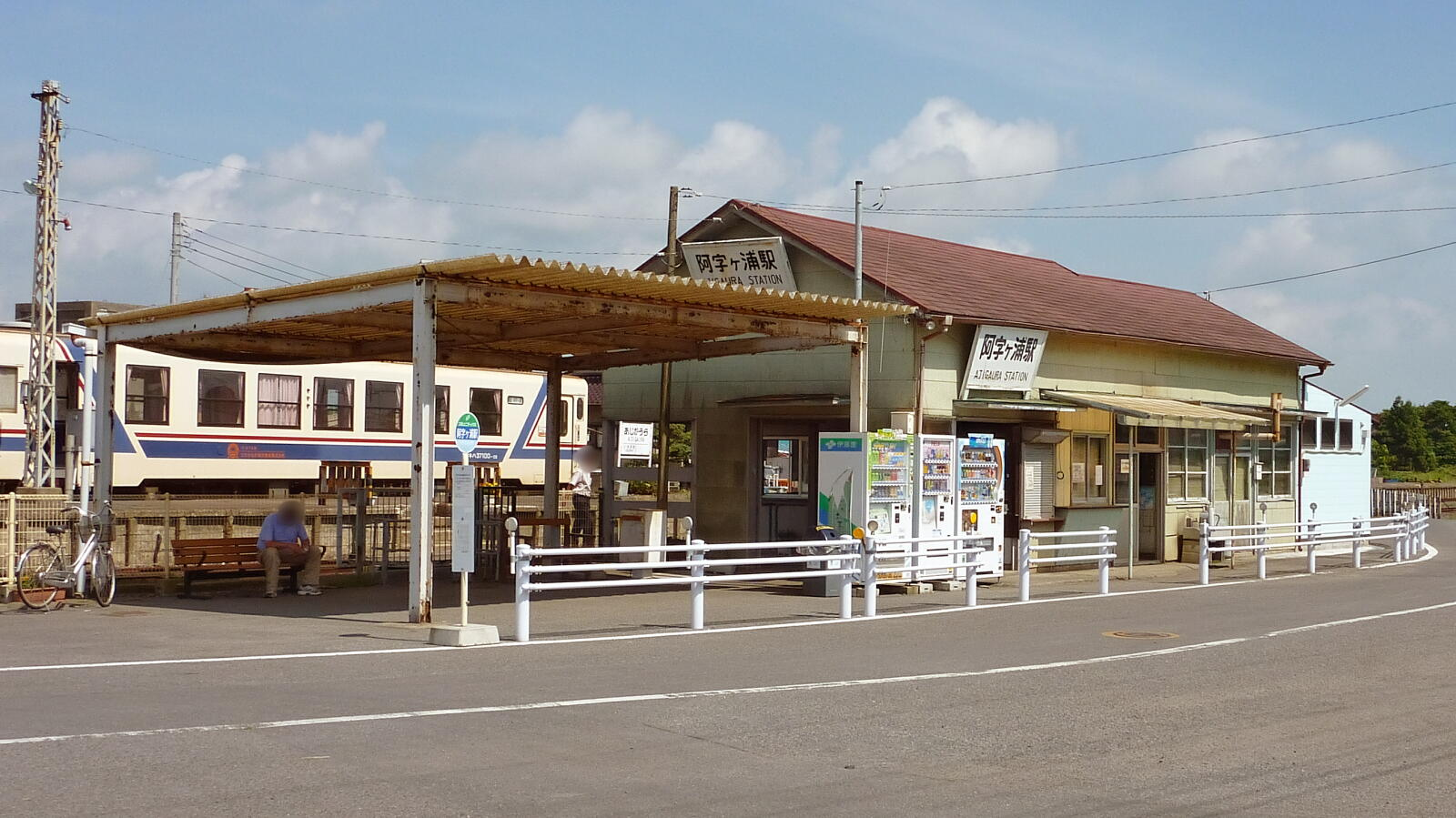
翻新前的車站大樓

## 在此站的運行形態
- 上行（那珂湊、勝田方向）
  - 日間設有大約每小時1-2班開往勝田的普通列車停靠。本站的末班車只至那珂湊站[4]。

## 使用狀況
- 以下為此站使用狀況變遷[5]：
  - 一年乘車人次以人作單位。更適合用於比較年度數據。
  - 當中，最高値會使用紅色，在最高値記錄年度以後的最低値使用青色、在最高値記錄年度以前的最低値使用綠色作標記。

| 年度               | 一年乘車人次：人／年度 | 一年乘車人次：人／年度 | 一年乘車人次：人／年度 | 一年乘車人次：人／年度 | 特別事項 |
| ------------------ | ---------------------- | ---------------------- | ---------------------- | ---------------------- | -------- |
| 年度               | 通勤定期乘客           | 上學定期乘客           | 其他乘客               | 合計                   | 特別事項 |
| 2000年（平成12年） |                        |                        |                        | 24,168                 |          |
| 2001年（平成13年） |                        |                        |                        | 23,345                 |          |
| 2002年（平成14年） |                        |                        |                        | 22,729                 |          |
| 2003年（平成15年） |                        |                        |                        | 20,266                 |          |
| 2004年（平成16年） |                        |                        |                        | 17,943                 |          |
| 2005年（平成17年） |                        |                        |                        | 14,250                 |          |
| 2006年（平成18年） |                        |                        |                        | 15,289                 |          |
| 2007年（平成19年） |                        |                        |                        | 19,108                 |          |
| 2008年（平成20年） |                        |                        |                        | 21,609                 |          |
| 2009年（平成21年） |                        |                        |                        | 22,265                 |          |
| 2010年（平成22年） |                        |                        |                        | 22,630                 |          |
| 2011年（平成23年） |                        |                        |                        | 19,398                 |          |
| 2012年（平成24年） |                        |                        |                        | 22,634                 |          |
| 2013年（平成25年） |                        |                        |                        | 24,090                 |          |
| 2014年（平成26年） |                        |                        |                        | 27,010                 |          |
| 2015年（平成27年） |                        |                        |                        | 28,470                 |          |
| 2016年（平成28年） |                        |                        |                        | 27,740                 |          |
| 2017年（平成29年） |                        |                        |                        | 28,924                 |          |
| 2018年（平成30年） |                        |                        |                        | 29,200                 |          |

## 車站周邊
車站附近設有為海灘客而設的數間民宿和旅館。
- 酒列磯前神社（日语：酒列磯前神社）
- 阿字ヶ浦簡易郵局
- 阿字浦海灘（日语：阿字ヶ浦海水浴場） - 步行5分鐘。
- 國營常陸海濱公園 - 最近的鐵路車站是此站。與南出口的直線距離為約1.5公里。步行20分鐘[6]。

## 巴士路線
| 乘車處                             | 系統       | 主要途經                               | 目的地       | 巴士公司     | 備註             |
| ---------------------------------- | ---------- | -------------------------------------- | ------------ | ------------ | ---------------- |
|                                    | 28         | 磯崎燈塔下、平磯南町、那珂湊站、水戶站 | 茨大前營業所 | 茨城交通     | 學校假期暫停服務 |
|                                    | 那珂湊路線 | 阿字浦海岸、海濱公園西出口、阿字浦站   |              | 微笑青空巴士 |                  |
| 平磯遠原、縣營西十三奉行團地       | 那珂湊路線 | 那珂湊站                               |              | 微笑青空巴士 |                  |
| 磯崎站、平磯南町、那珂湊站、魚廣場 | 那珂湊路線 | 那珂湊站                               |              | 微笑青空巴士 |                  |

## 取景
- American Home Direct的廣告取景。
- 偶像團體℃-ute的單曲「你騎自行車 我坐火車回家」宣傳片段在此站取景（車站外觀、車站大樓和月台）。
- 偶像團體乃木坂46的第24首單曲「黎明來臨前無須逞強」之合輯歌曲「路面電車之街」宣傳片段在此站取景（車站大樓）。

## 相鄰車站
常陸那珂海濱鐵道
■湊線
磯崎－阿字浦

## 注腳
1. ↑  阿字ヶ浦駅|ひたちなか海浜鉄道 （页面存档备份，存于）（日語）
2. ↑  . レイルラボ. 2020-02-14  [2020-06-06]. （原始内容存档于2020-03-18） （日语）.
3. ↑  湊線阿字ヶ浦駅ホーム改修の話題 （页面存档备份，存于）（日語） - 鐵道Hovidas（Neko出版） 2010年12月
4. ↑  阿字ヶ浦駅時刻表.駅探（日語）
5. ↑  ひたちなか市統計書各年度版 （页面存档备份，存于）（日語）
6. ↑  . 国営ひたち海浜公園.   [2020-06-06]. （原始内容存档于2021-03-19） （日语）.

## 外部連結
- 阿字浦站 （页面存档备份，存于）（日語） - 常陸那珂海濱鐵道